# Kazuya Nakai
Kazuya Nakai (japonès: 中井和哉)  (Hyōgo, 25 de novembre de 1967) és un actor de veu japonesa nascut a Kōbe, Hyōgo. Està representat per Aoni Production. És conegut per posar la veu de Roronoa Zoro a One Piece, la de Mugen a Samurai Champloo.
Va guanyar un premi al millor actor secundari als 5th Seiyu Awards el 2011 pels seus papers a One Piece i Gin Tama.

## Veus a l'anime Televisiu
Veus a l'anime Televisiu.
- Gintama (Hijikata Toshiro)[1]
- Death Note (Kanzo Mogi)[1]
- Immortal Grand Prix (River Maruke)
- InuYasha (Hoshiyomi)
- After War Gundam X (Witz Sou)
- Mobile Suit Gundam Seed (Reverend Malchio)
- Grenadier - The Senshi of Smiles (Yajiro Kojima)
- Samurai Champloo (Mugen)
- Jyu Oh Sei (Zagi)
- Trinity Blood (Tres Iqus)
- Noein (Karasu, Noein)
- Battle Programmer Shirase (Akira Shirase)
- Black Jack (Gori)
- Hellsing (Jan Valentine)
- Pokémon (Morio, Shintaro)
- Bobobo-bo Bo-bobo (Keseran Paseran)
- xxxHolic (Shizuka Doumeki)
- Detective Conan (Shun Kotegawa)
- Ragnarok The Animation (Iruga)
- One Piece (Roronoa Zoro)
- Scrapped Princess (Galil, Socom)
- Hataraki Man (Fumiya Sugawara)
- Digimon Savers (Gaomon)
- Nodame Cantabile (Kouzou Etoh)